# Iglesia de la Madeleine
La iglesia de la Madeleine (en francés: église de la Madeleine) es una iglesia situada en la Place de la Madeleine en el distrito VIII de París, Francia, que constituye un ejemplo perfecto del estilo neoclásico con su pórtico octóstilo.
Su construcción se extendió durante ochenta y cinco años debido a la inestabilidad política en Francia a finales del siglo xviii y a principios del xix. Los cambios políticos de la época hicieron que se modificara varias veces el uso del edificio y el proyecto. Concebido por Napoleón Bonaparte como un templo griego dedicado a la gloria de su Grande Armée en 1806, estuvo a punto de ser transformado en 1837 en una estación de ferrocarril, que hubiera sido la primera de París, antes de convertirse finalmente en una iglesia en 1845. Bajo el frontón, se encuentra la inscripción latina «D.O.M. SVB. INVOC. S. M. MAGDALENAE» («Domino Optimo Maximo sub invocatione Sanctae Mariae Magdalenae»), que significa «A Dios muy bueno y muy grande, bajo la invocación de santa María Magdalena». El edificio tiene una longitud de 108 metros, una anchura de 43 metros, una altura de 30 metros y está rodeado por cincuenta y dos columnas corintias.
La iglesia da nombre a la cercana estación de metro de Madeleine.

## Historia

### La antigua iglesia de la Madeleine
En el siglo xviii, la Rue Saint-Honoré cruzaba las murallas de París a través de una puerta monumental situada aproximadamente a la altura de la actual Rue de Castiglione. Al otro lado de esta puerta se desarrolló, a partir del siglo xvi, un faubourg conocido primero con el nombre de Culture l'Évêque y posteriormente de Ville l'Évêque (literalmente, «Ciudad del Obispo») porque fue puesta bajo la suzeranía del obispo de París desde una concesión que databa del rey Dagoberto I.
Para servir a este faubourg, se sustituyó una capilla anterior presente en la zona, atestiguada desde 1238, que probablemente había sido dañada por el tiempo, con una nueva capilla dedicada a santa María Magdalena, santa Marta y san Lázaro, de la cual el rey Carlos VIII de Francia puso la primera piedra en 1492. Esta se encontraba probablemente en el emplazamiento del actual número 8 del Boulevard Malesherbes, en la esquina donde la Rue Pasquier se une con la Rue de la Ville-l'Évêque. Ante el aumento de la población del faubourg de la Ville l'Évêque, la capilla se convirtió en una iglesia parroquial en 1639 y fue reconstruida y posteriormente ampliada en 1659 y 1698. La primera piedra del nuevo edificio fue colocada el 8 de julio de 1651 por Ana María Luisa de Orleans y monseñor de Sevin, obispo de Sarlat, que asumieron los costes de la construcción.
No obstante, tras la anexión del faubourg a la capital en 1722, resultó necesario considerar la construcción de una nueva iglesia en un nuevo emplazamiento. Al mismo tiempo que se trazaba, según el proyecto propuesto por el arquitecto Ange-Jacques Gabriel, el diseño de la nueva Place Louis XV (la actual Place de la Concorde), se propuso edificarla en el eje transversal de la nueva plaza, al final de la futura Rue Royale, en un terreno ocupado en los proyectos anteriores por el Hôtel de Chevilly. La antigua iglesia fue desconsagrada en 1765, vendida en 1767 y demolida en 1801.

### El proyecto de Contant d'Ivry

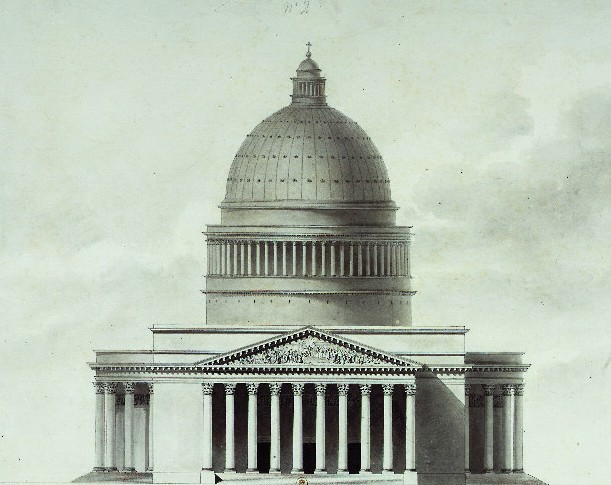
Étienne-Louis Boullée, Proyecto de la iglesia de la Madeleine sujeto a los cimientos del antiguo arquitecto, alzado.

En 1757 se encargó el proyecto de la nueva iglesia de la Madeleine a Pierre Contant d'Ivry (1698-1777), arquitecto del duque de Orleans, que propuso un edificio con forma de cruz latina coronado por una pequeña cúpula, proyecto que fue aprobado formalmente en 1764. La primera piedra había sido colocada por el rey Luis XV en persona, el 3 de agosto de 1763. Los cimientos ya se habían excavado y el sótano empezaba a elevarse cuando en 1777 falleció Pierre Contant d'Ivry. Étienne-Louis Boullée elaboró un nuevo proyecto respetando los cimientos ya construidos, pero Contant d'Ivry fue sustituido finalmente por uno de sus alumnos, Guillaume-Martin Couture, llamado «el joven», que cambió completamente el proyecto de su predecesor e, inspirándose en el proyecto de Jacques-Germain Soufflot para la iglesia de santa Genoveva, propuso una iglesia con forma de cruz griega coronada por una cúpula más grande y precedida por un pórtico peristilo de orden corintio.
Cuando estalló la Revolución francesa, los fustes de las columnas de la Madeleine se elevaban hasta la altura de los capiteles, tal y como muestra un dibujo que representa el funeral realizado en honor de Jacques-Guillaume Simonneau, alcalde de Étampes, el 3 de junio de 1792. La época era poco propicia para la construcción de iglesias, y las obras se detuvieron completamente por decreto de la Asamblea Nacional el 30 de diciembre de 1791. La Dirección de los Edificios alquiló entonces los sótanos a un comerciante de vino (en 1794) y varias parcelas del recinto a artesanos. Durante el Consulado (1799-1804), las obras permanecieron en suspenso.

### Las vacilaciones revolucionarias y los proyectos de Vignon

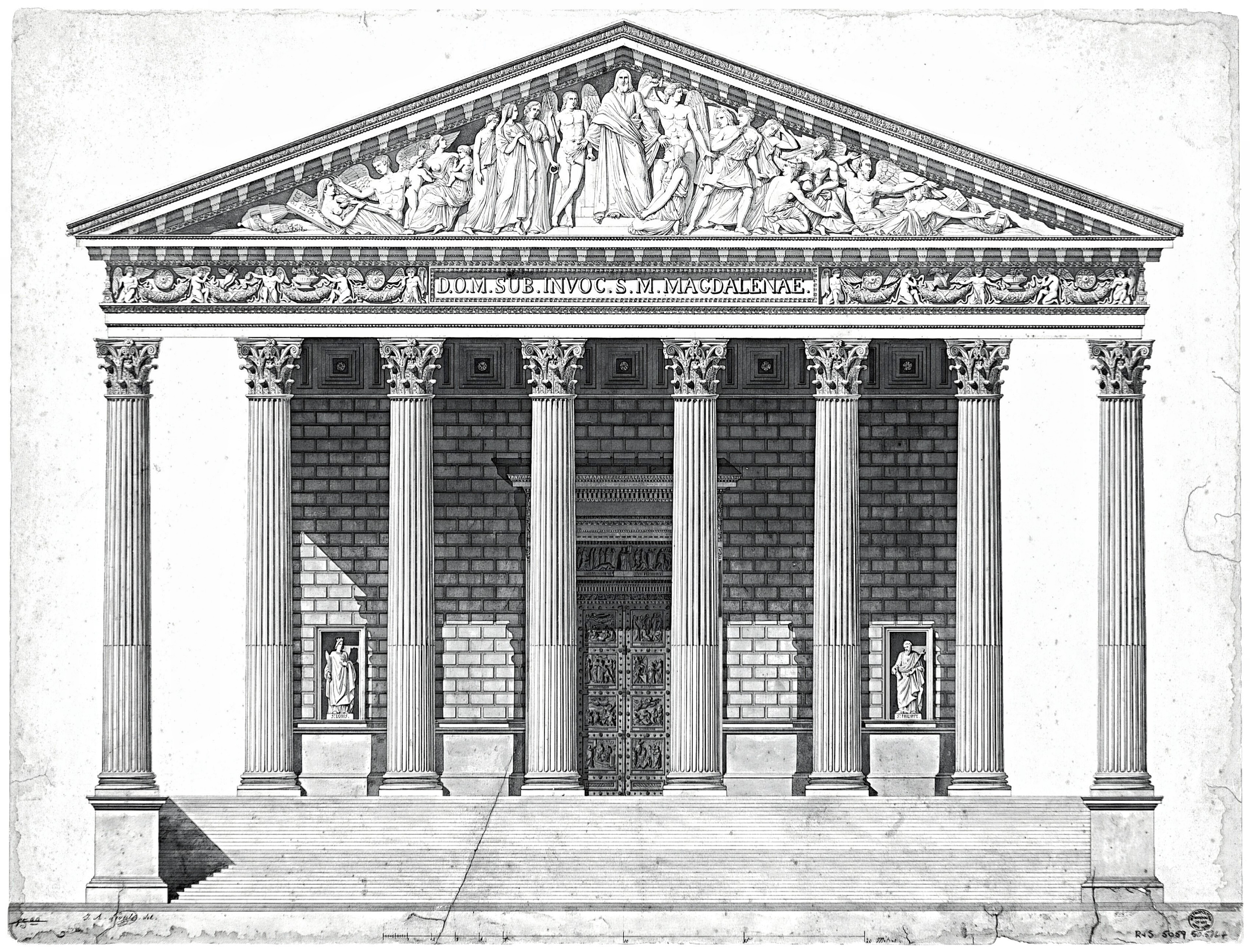
Dibujo de la fachada de Vignon.

Numerosos arquitectos habían propuesto proyectos para la finalización del edificio. Jacques-Guillaume Legrand y Jacques Molinos propusieron incluirla en un inmenso palacio destinado a albergar la Convención Nacional: la sala de las sesiones se habría alojado en el coro, y un gran edificio circular habría albergado las oficinas. Guy de Gisors propuso hacia 1798-1799 instalar allí la Biblioteca Nacional o la Ópera.
Un decreto imperial del 21 de febrero de 1806 destinó el complejo al Banco de Francia, al Tribunal de Comercio y a la Bolsa de París. Se encargó al arquitecto Pierre-Alexandre Vignon (1763-1828) que realizara el proyecto del nuevo edificio, pero este fue abandonado por instancia de los banqueros y comerciantes, que consideraban que el emplazamiento estaba demasiado alejado del barrio de los negocios.

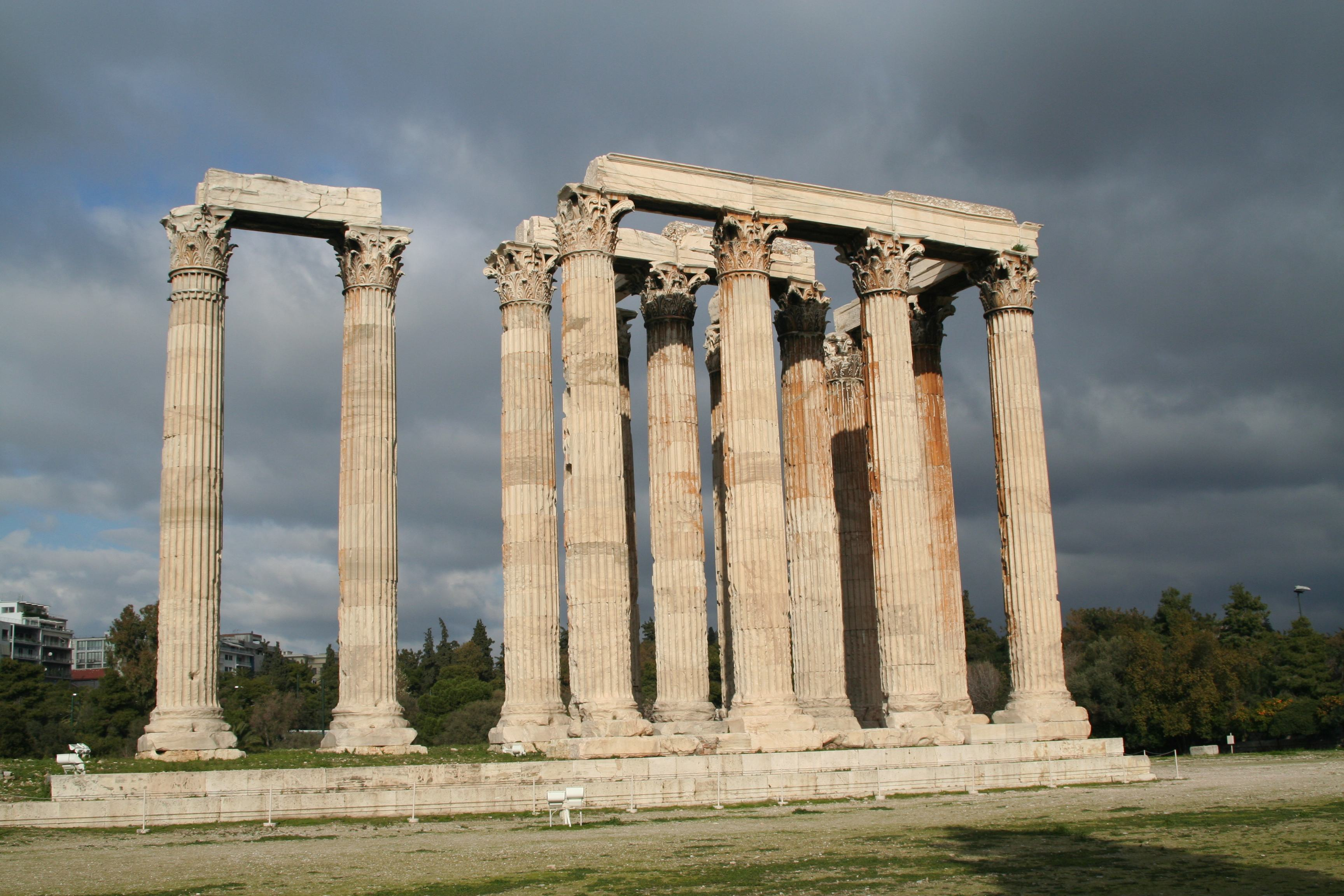
El Templo de Zeus Olímpico de Atenas.

Finalmente, el 2 de diciembre de 1806, en el campamento de Poznań en Polonia, el emperador Napoleón Bonaparte firmó un decreto para la edificación de un templo en honor a la gloria del ejército francés. Según la exposición de motivos: «El monumento cuyo proyecto el Emperador os llama hoy a realizar será el más augusto y el más imponente de todos los que su vasta imaginación ha concebido y que su actividad prodigiosa puede hacer ejecutar. Es la recompensa con la que el vencedor de reyes y pueblos y fundador de imperios galardona a su ejército victorioso bajo sus órdenes y por su genialidad. La posteridad dirá: hizo héroes y supo recompensar el heroísmo. [...] En el interior del monumento se inscribirán los nombres de todos los combatientes de Ulm, de Austerlitz y de Jena sobre tablas de mármol, los nombres de los caídos sobre tablas de oro macizo, y los nombres de los departamentos con la cifra de su contingente sobre tablas de plata.»
Se convocó un concurso, en el que participaron ochenta artistas. El proyecto del arquitecto Pierre-Alexandre Vignon fue elegido por el propio Emperador, contra la opinión de la Academia imperial: consistía en un templo períptero inspirado en la arquitectura greco-romana. La Madeleine es casi, en cuanto a su aspecto exterior, una restitución del Templo de Zeus Olímpico de Atenas, aunque las columnas de la Madeleine son ligeramente más altas (20 m frente a 17.25 m).

### La construcción por Vignon y Huvé

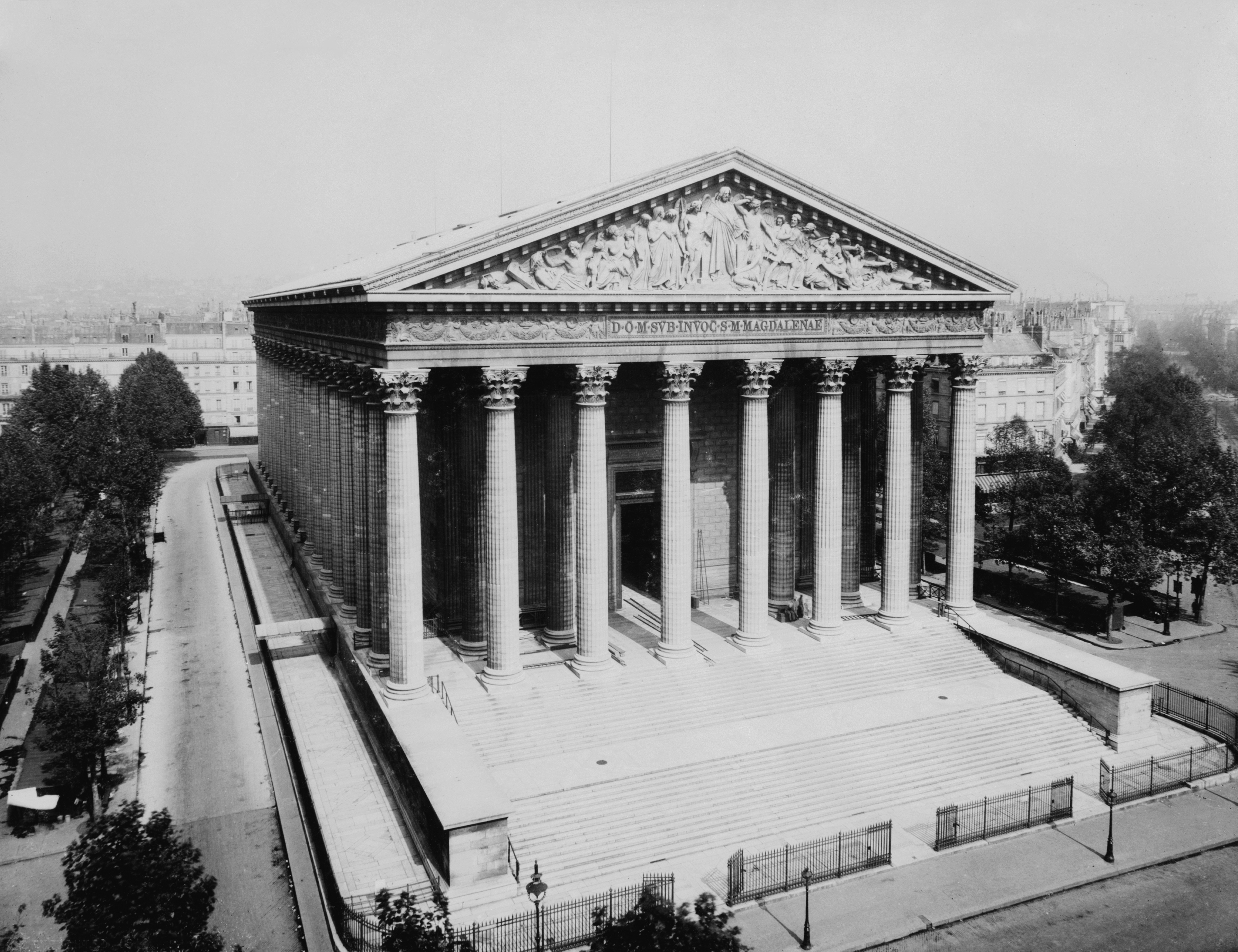
La Madeleine a principios de la década de 1910.

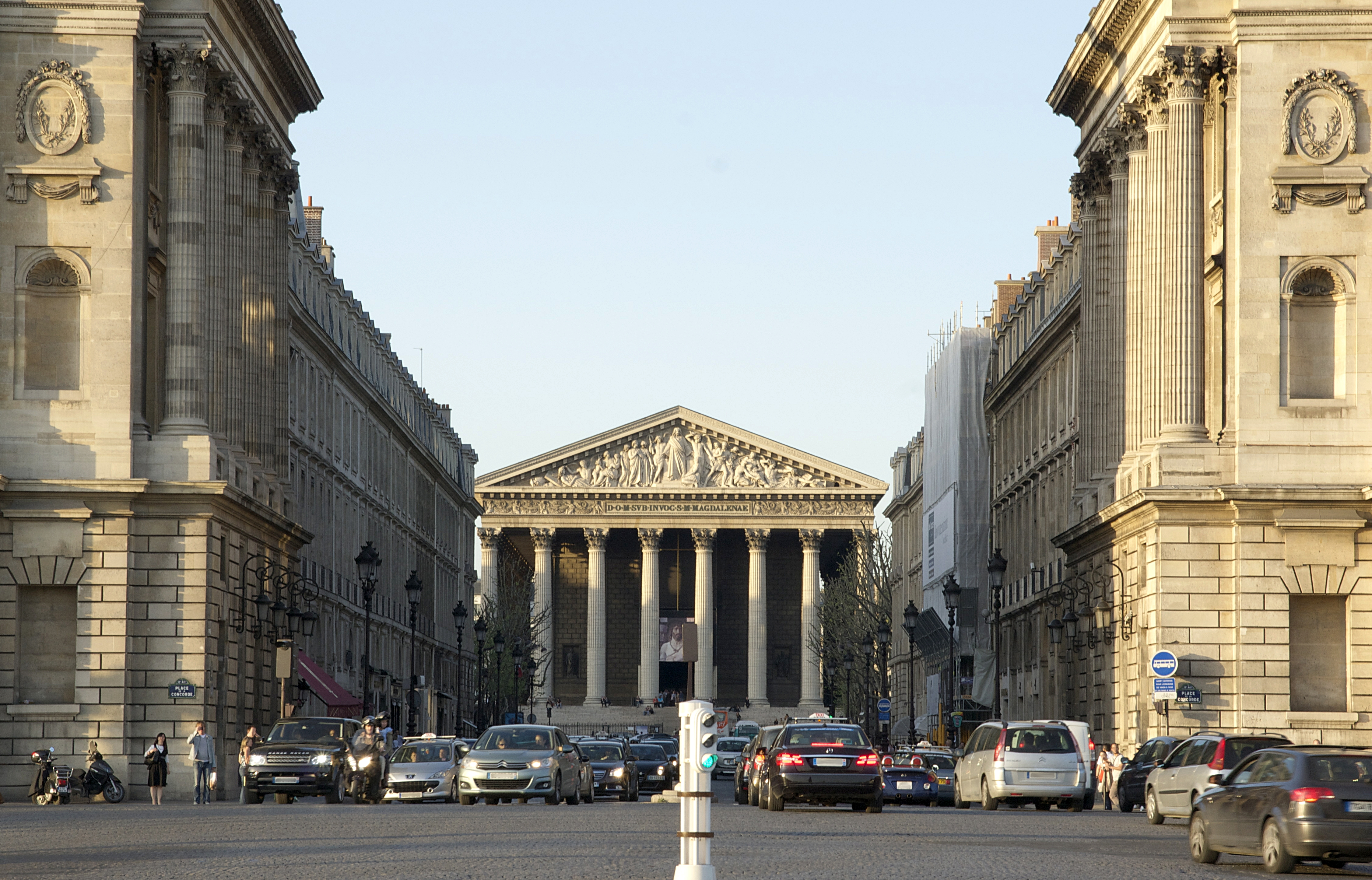
La fachada sur desde la Rue Royale. La creación de una larga perspectiva a lo largo de esta calle, cuyas fachadas estrictamente uniformes sirven de decoración neutra del monumento, fue el objeto de una ordenanza real de 1824.

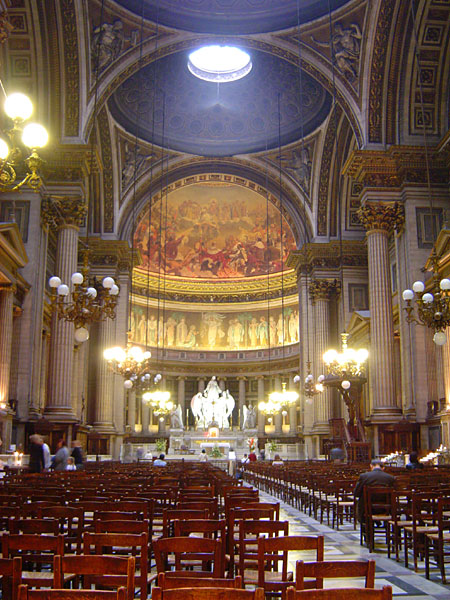
El interior de la iglesia.

Poco después, se demolió todo lo que se había edificado bajo el proyecto de Couture y las obras progresaron rápidamente hasta 1811, fecha en la cual tuvieron que detenerse por falta de dinero. Tras la campaña de Rusia de 1812, Napoleón renunció al «templo de la gloria» y volvió al proyecto primitivo de una iglesia: «¿Qué haremos del templo de la gloria?, le dijo a Montalivet. Nuestras grandes ideas sobre él han cambiado… Es a los sacerdotes a quienes debemos dar nuestros templos para que los cuiden: ellos saben mejor que nosotros hacer ceremonias y mantener el culto. Que el templo de la gloria sea una iglesia, es la manera de finalizar y conservar este monumento.»
Cuando los Borbones volvieron a su trono, las obras estaban avanzadas: los cimientos estaban terminados, el sótano había sido colocado, las columnas erigidas y los muros laterales se empezaban a elevar; faltaba cubrir el edificio y decorarlo. El rey Luis XVIII había ordenado en agosto de 1816 que la nueva iglesia fuera un monumento expiatorio a la memoria de Luis XVI, de la reina María Antonieta y de Isabel de Francia. Esta vocación solo se debía traducir en la decoración del edificio y no alteró por tanto el plan global; sin embargo, faltaban los fondos, y Luis XVIII terminó por construir cerca la capilla expiatoria. En este contexto, Vignon, responsable de las obras, apenas pudo hacer avanzar las obras y murió en 1828 sin haberlas llevado a término.

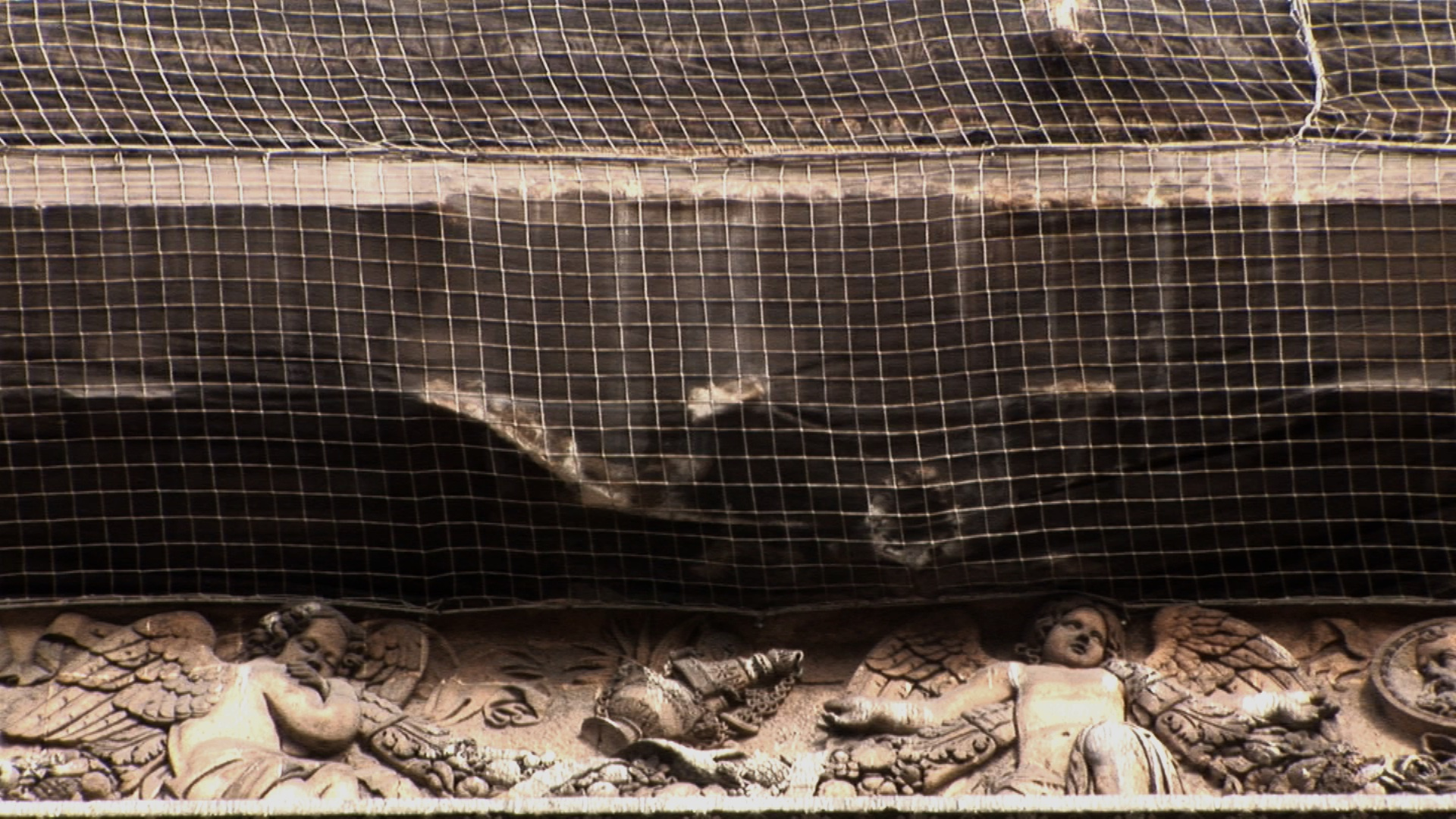
Red de seguridad en la cornisa este de la Madeleine para evitar la caída de piedras.

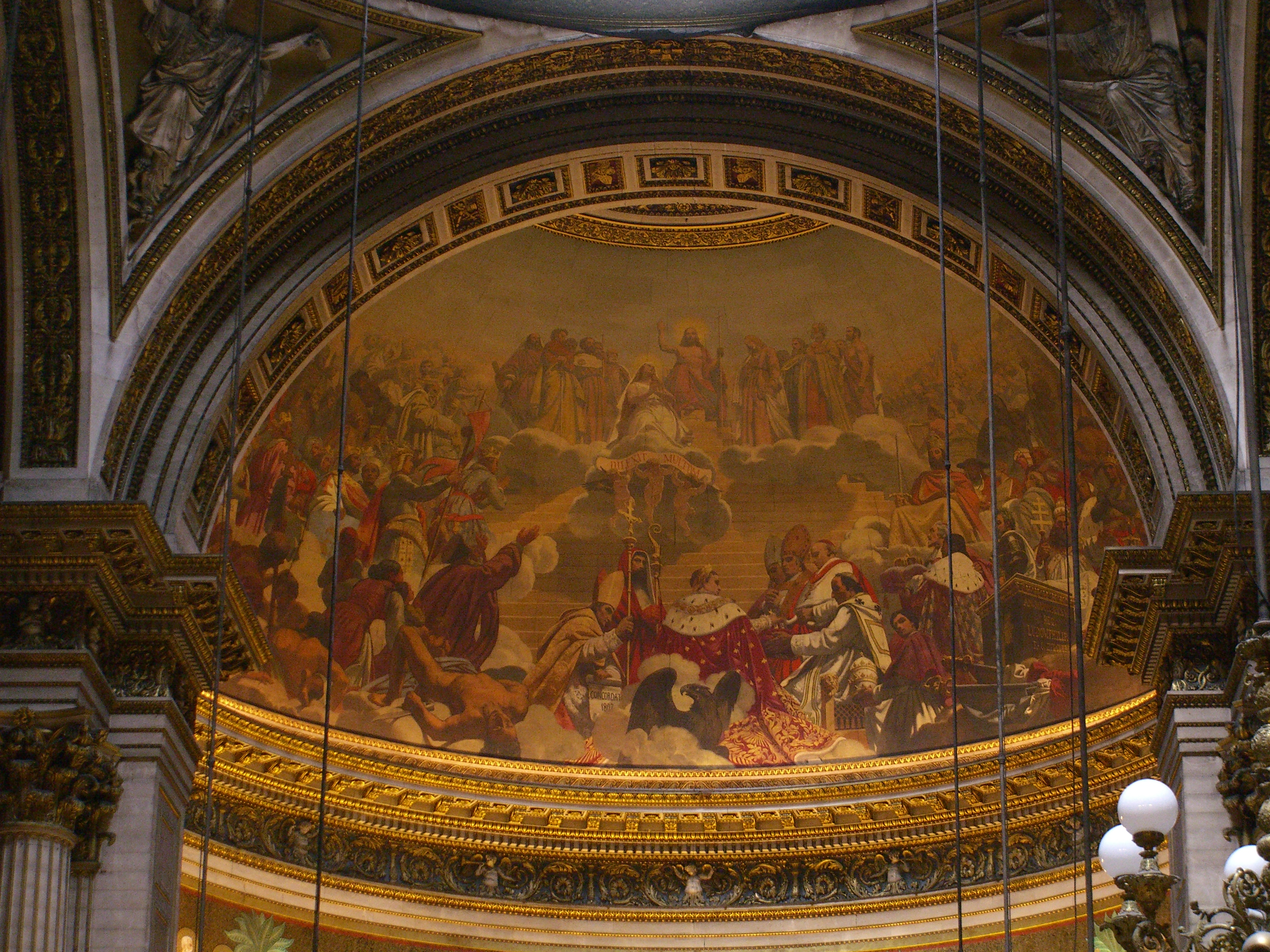
Detalle del coro.

Vignon fue sustituido por su colaborador Jean-Jacques-Marie Huvé, que finalmente logró acelerar las obras cuando se produjo la Revolución de 1830. Para Luis Felipe, no era cuestión de continuar el programa de la antigua rama de los Borbones. Tras haber considerado durante un breve lapso de tiempo transformar el edificio en estación de ferrocarril, confirmó su uso como iglesia, pero decidió que solo tendría un carácter parroquial. La decoración interior fue diseñada por Huvé inspirándose en el volumen del frigidarium de las termas antiguas y en la decoración policroma del Panteón de Roma. Sin embargo, bajo la tutela de una comisión compuesta por el director de obras públicas de París, académicos y altos funcionarios, Huvé contaba con un margen de maniobra muy limitado. Lamentó especialmente la decisión tomada por la comisión de rellenar las seis lunetas de la nave, destinadas a aportar luz, y sustituirlas por agujeros perforados en las tres cúpulas. Dejó dibujos de la iglesia siguiendo esta primera idea, en los que la luz baña el interior y magnifica la decoración de mármoles policromos.
Huvé tuvo que terminar la que fue la obra más importante de arquitectura religiosa de la época, movilizando una gran cantidad de artistas y haciendo del edificio una de las obras románticas más importantes. Aquí trabajaron los pintores Abel de Pujol, François Bouchot, Léon Cogniet, Auguste Couder, Paul Delaroche, Victor Schnetz, Emile Signol, Jules-Claude Ziegler, los escultores Antoine Étex, Pierre-Joseph Lemaire, Carlo Marochetti, James Pradier, Henry de Triqueti, etc.
El frontón, obra del escultor Philippe Joseph Henri Lemaire, representa El juicio final y fue realizado en 1833. La ley de 1834, que facilitaba un crédito de seis millones para obras de utilidad pública con el objetivo de reducir el desempleo, permitió que la construcción se completara en 1842. La iglesia fue consagrada el 9 de octubre de 1845 por monseñor Affre, arzobispo de París.
Entre 1835 y 1837, Jules-Claude Ziegler pinta la L'Histoire du christianisme en el ábside, y entre 1835 y 1857, el escultor italiano afincado en París, Marochetti, talla la gran estatua de María Magdalena para el altar. En 1841, se instalan las puertas de bronce diseñadas por Henri de Triqueti. En 1846, se instala el gran órgano construido por Aristide Cavaillé-Coll. El interior de la Madeleine está proyectado en estilo barroco, lo que crea un contraste entre las fachadas y la parte interna de la iglesia. Destacan las vistas desde la parte superior de la escalinata en donde se contempla la Rue Royale, con la Place de la Concorde y el Obelisco de Luxor en el centro.
La iglesia ha tenido varios destacados músicos y compositores que han ocupado el cargo de organista de la iglesia, entre ellos Camille Saint-Saëns —el segundo organista en ocupar el puesto—, entre 1858 y 1877, Théodore Dubois —entre 1877 y 1896—, Gabriel Fauré —entre 1896 y 1905— y Jeanne Demessieux (1962-1968).

## La restauración exterior e interior
Más de un siglo y medio después de su construcción, la Madeleine necesitaba importantes obras de restauración. Graves desequilibrios estructurales obligaron a una recuperación en profundidad del edificio; desde hacía numerosos años, la soportaban andamios y redes de seguridad protegían a sus visitantes de posibles accidentes. El edificio fue objeto desde 2011 de un aviso de peligro de la prefectura de policía. La contaminación tanto exterior como interior ha recubierto las magníficas estatuas, las decoraciones esculpidas y las pinturas con una capa de polvo y grasa, menoscabando el esplendor de las numerosas obras románticas, realizadas por más de sesenta escultores, pintores, mosaicistas, fundidores y orfebres entre los más renombrados del siglo xix.
Teniendo en cuenta las dimensiones del edificio, un proyecto de restauración completa de la iglesia de la Madeleine —cuyo coste se estima en 80 millones de euros— solo podrá realizarse confiando en la filantropía, para que complete los presupuestos asignados por el Ayuntamiento de París. Es por esto por lo que la Fondation Avenir du Patrimoine à Paris, que alienta la movilización de los capitales privados para acelerar la restauración de las iglesias parisinas, creó en 2015 un fondo destinado a la Madeleine para permitir que todos aquellos que están vinculados a la conservación de este inestimable patrimonio arquitectónico y artístico contribuyan económicamente a su progresiva restauración.

## Órgano

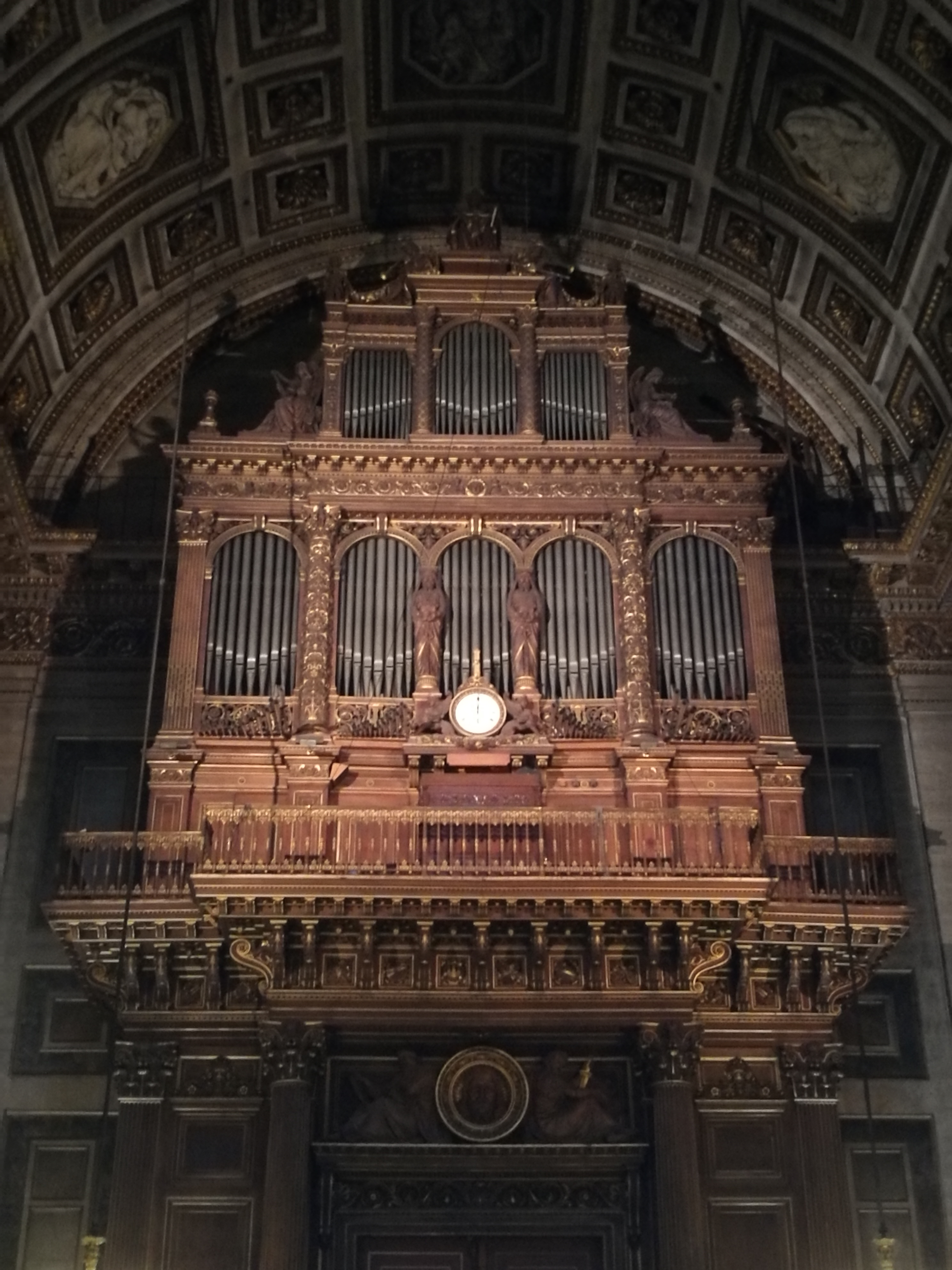
Órgano de la Iglesia de la Madeleine.

El Órgano de la Iglesia de la Madeleine fue fabricado por el organero francés Aristide Cavaillé-Coll en 1846, pese a que su placa dice que lo fue en 1845. Cuenta con 58 registros, cuatro manuales y pedalera.